# 苧洞
苧洞（：／ Jeo dong */?），是位于韩国首尔中区的一个法定洞，隶属于明洞和乙支路洞。

## 概況
苧洞的名稱來源於一個名叫苧布廛的商店。本洞位於明洞東部和乙支路洞西部，实际分为两部分，分别是苧洞1街和苧洞2街。其中苧洞1街東面與苧洞2街、西面與明洞1街和明洞2街、南面與忠武路2街、北面與乙支路2街和乙支路3街相接。苧洞2街東面與草洞、西面苧洞1街、南面與忠武路2街和忠武路3街、北面與乙支路2街和乙支路3街相接。

## 歷史
- 1396年，为汉城府下辖的薰陶坊的一部分。
- 1751年，成立苧廛洞契，隶属于汉城府西部的薰陶坊。後改名為苧洞契，並分為苧洞1街和苧洞2街。
- 1910年10月，變為京畿道京城府的一部分。
- 1914年，苧洞1街和苧洞2街改名為永樂町1町目和永樂町2町目。
- 1943年6月，被劃為中区的一部分。
- 1946年，改為現在名稱。苧洞1街被劃入明洞管轄，苧洞2街被劃入乙支路洞管轄。